# NGC 573
NGC 573 je spirální galaxie v souhvězdí Andromedy. Její zdánlivá jasnost je 12,8m a úhlová velikost 0,4′ × 0,4′. Je vzdálená 114 milionů světelných let, průměr má 15 000 světelných let. Objevil ji Édouard Stephan 21. října 1881.